# Scharnhorst (lớp thiết giáp hạm)
Lớp thiết giáp hạm Scharnhorst là những tàu chiến chủ lực đầu tiên, thuật ngữ dùng để chỉ tàu chiến-tuần dương hay thiết giáp hạm, được chế tạo cho Hải quân Đức (Kriegsmarine) sau Chiến tranh Thế giới thứ nhất. Lớp này bao gồm hai chiếc: Scharnhorst và Gneisenau.
Scharnhorst được hạ thủy trước tiên, nên nó được nhiều tác giả xem là chiếc dẫn đầu của lớp; tuy nhiên, đôi khi lớp tàu này còn được một vài tác giả gọi là Lớp Gneisenau, vì Gneisenau là chiếc đầu tiên được đặt lườn đồng thời được đưa ra hoạt động sớm hơn. Chúng đánh dấu việc tái vũ trang của Hải quân Đức sau thời kỳ Hiệp định Versailles. Những con tàu này được trang bị chín khẩu pháo 28 cm/54,5 (11 inch) SK C/34 trên ba tháp pháo ba nòng, cho dù cũng có kế hoạch thay thế chúng bằng sáu khẩu pháo 38 cm (15 inch) SK C/34 bố trí trên tháp pháo nòng đôi.
Cả hai chiếc được đặt lườn vào năm 1935, hạ thủy vào cuối năm 1936, và được đưa ra hoạt động cùng hạm đội Đức vào đầu năm 1939. Scharnhorst và Gneisenau đã hoạt động cùng với nhau trong hầu hết giai đoạn đầu của Chiến tranh Thế giới thứ hai, bao gồm những đợt xâm nhập vào Đại Tây Dương đánh phá tàu bè thương mại của Anh. Cả hai chiếc đã tham gia Chiến dịch Weserübung nhằm xâm chiếm Na Uy. Trong khi hoạt động ngoài khơi bờ biển nước này, chúng đã đối đầu với tàu chiến-tuần dương HMS Renown; vào lúc chúng đánh chìm tàu sân bay HMS Glorious, Scharnhorst đạt được một trong những phát hải pháo bắn trúng xa nhất trong suốt lịch sử hải quân. Vào đầu năm 1942, cả hai đã thực hiện chuyến đi băng qua eo biển Anh Quốc ngay giữa ban ngày, từ lãnh thổ Pháp bị chiếm đóng trở về Đức.
Vào cuối năm 1942, Gneisenau bị hư hại nặng sau một cuộc không kích của Đồng Minh xuống Kiel. Sang đầu năm 1943, Scharnhorst tham gia cùng Tirpitz, một thiết giáp hạm lớp Bismarck tại Na Uy để can thiệp vào các đoàn tàu vận tải Đồng Minh trên đường đi đến Liên Xô. Scharnhorst cùng với nhiều tàu khu trục khởi hành từ Na Uy để tấn công một đoàn tàu vận tải, và bị ngăn chặn bởi lực lượng Hải quân Anh tuần tra. Trong Trận chiến mũi North, thiết giáp hạm Duke of York của Hải quân Hoàng gia Anh đã đánh chìm Scharnhorst. Cùng lúc đó, công việc sửa chữa Gneisenau được tiến hành, và con tàu đang trong quá trình được tái trang bị vũ khí. Tuy nhiên, khi Scharnhorst bị đánh chìm, công việc trên con tàu chị em bị hủy bỏ. Thay vào đó, nó bị đánh chìm như một tàu ụ cản tại Gdynia vào năm 1945; và xác tàu đắm của nó bị tháo dỡ trong những năm 1950.

## Xếp lớp
Chúng là lớp tàu chiến Đức đầu tiên được Hải quân Đức chính thức phân loại như những thiết giáp hạm (Schlachtschiff). Các thiết giáp hạm Đức trước đây chỉ được phân loại là tàu chiến tuyến (Linienschiffe), hay tàu bọc thép (Panzerschiffe).
Đối thủ của họ, Hải quân Hoàng gia Anh, xem chúng như những tàu chiến-tuần dương mặc dù sau chiến tranh lại xếp loại chúng như những thiết giáp hạm. Nguồn Jane's Fighting Ships 1940 liệt kê cả hai lớp Scharnhorst và Bismarck như là thiết giáp hạm (Schlachtschiffe)". Một đối thủ khác, Hải quân Hoa Kỳ, xem chúng như những thiết giáp hạm. Những công trình tham khảo bằng tiếng Anh đôi khi gọi chúng là thiết giáp hạm và đôi khi lại là tàu chiến-tuần dương.

## Bối cảnh
Vốn đặt ra những điều khoản nhằm để kết thúc Thế Chiến I, Hiệp ước Versailles đã giới hạn việc chế tạo tàu chiến của Hải quân Đức (Kriegsmarine) ở mức tàu tuần dương có trọng lượng choán nước không vượt quá 10.000 tấn Anh (11.000 tấn Mỹ). Những sự tranh luận tại Đức về vai trò và kích cỡ của hải quân được tiếp diễn trong suốt những năm 1920, khi việc tăng cường lực lượng hải quân tại Pháp và Nga đã khiến người Đức bắt đầu thiết kế các tàu chiến chủ lực lớn. Thiết kế thứ nhất, hoàn tất năm 1928, đề nghị một kiểu tàu chiến-tuần dương tải trọng 17.500 tấn Anh (19.600 tấn Mỹ) trang bị tám pháo 30,5 cm (12 inch) trên bốn tháp pháo nòng đôi. Khi Adolf Hitler lên nắm quyền tại Đức vào năm 1933, ông xác định với giới lãnh đạo hải quân rằng ông không có ý định chế tạo một hạm đội lớn để thách thức ưu thế của người Anh trên mặt biển; mối quan tâm chính của Hitler là khả năng của một cuộc chiến tranh giới hạn với Pháp, trong đó có nhu cầu phải bảo vệ các tuyến đường thương mại hàng hải của Đức. Với mục đích này, ông chấp thuận cho chế tạo thêm hai tàu tuần dương lớp D để bổ sung cho ba chiếc tàu chiến bọc thép (Panzerschiffe) lớp Deutschland. Những con tàu này sẽ có trọng lượng choán nước 19.000 tấn và có vũ khí trang bị cùng tốc độ như những chiếc Panzerschiffe; tải trọng tăng thêm được sử dụng vào việc tăng cường tăng cường bảo vệ. Hitler mong muốn đi theo cách này nhằm không để bị xem là công khai vi phạm Hiệp ước Versailles. Tuy nhiên, ông đã không nhận thức được rằng những tàu chiến cướp tàu buôn"không thể chìm"này sẽ kích động Anh Quốc nặng nề hơn là các tàu chiến-tuần dương 26.000 tấn trang bị pháo 28,3 cm (11,1 inch), vốn bị đánh giá là yếu kém hơn so với mọi thiết giáp hạm và tàu chiến-tuần dương của Hải quân Hoàng gia đang hoạt động.

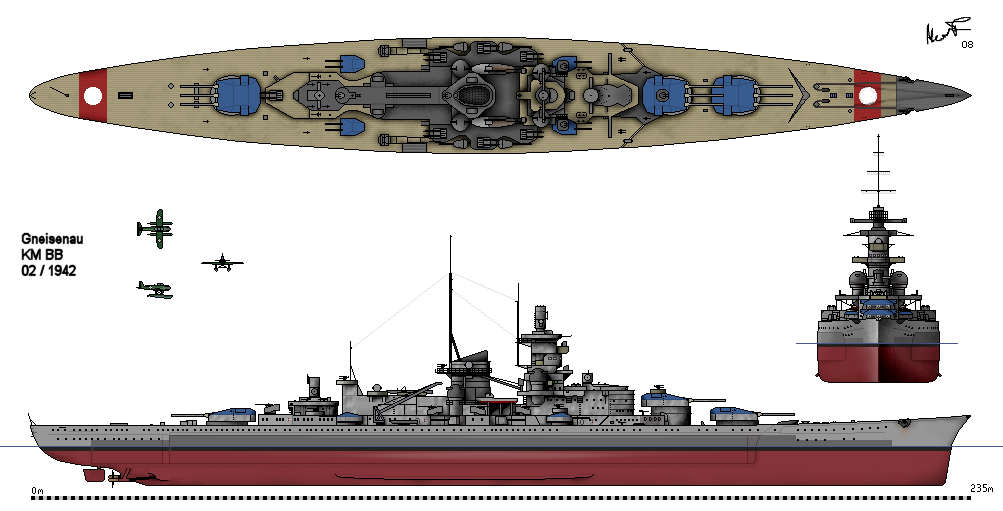
Sơ đồ Gneisenau mô tả cấu hình của nó vào năm 1942

Để đối phó lại các Panzerschiffe của Đức, Pháp chế tạo hai thiết giáp hạm nhỏ lớp Dunkerque vào đầu những năm 1930. Điều này đến lượt nó lại khiến Hải quân Đức bắt đầu có kế hoạch thiết kế một tàu chiến-tuần dương mạnh mẽ hơn. Từ năm 1933, Đô đốc Erich Raeder, người đứng đầu Hải quân Đức, đã tranh luận nhằm tăng cường hơn nữa chất lượng phòng thủ của Panzerschiffe và gia tăng sức mạnh tấn công của dàn pháo chính bằng cách bổ sung một tháp pháo thứ ba. Đây cũng là quan điểm của Kriegsmarine, khi cho rằng thiết kế 19.000 tấn là không cân bằng. Hitler đồng ý với việc tăng cường vỏ giáp bảo vệ và việc phân ngăn bên trong, nhưng từ chối cho phép gia tăng vũ khí. Cuối cùng, vào tháng 2 năm 1934, Hitler đồng ý với việc bổ sung một tháp pháo thứ ba. Con tàu mới sẽ có trọng lượng choán nước 26.000 tấn Anh (29.000 tấn Mỹ) và trang bị chín pháo 28,3 cm trên ba tháp pháo ba nòng. Nhằm đảm bảo được sự tự do về pháp lý để đóng những tàu chiến mới, Hitler đã đạt được thỏa thuận với Anh Quốc qua Thỏa thuận Hải quân Anh-Đức năm 1935, đảm bảo ưu thế cho Anh Quốc về tàu chiến chủ lực theo tỉ lệ 3 trên 1, và quan trọng hơn thế, dỡ bỏ mọi giới hạn về tải trọng cho Hải quân Đức.
Việc chế tạo lớp tàu tuần dương D bị hủy bỏ dọn đường cho Scharnhorst và Gneisenau. Ersatz Elsaß và Ersatz Hessen, những cái tên dự định dành cho các tàu tuần dương lớp D, được dành lại cho những con tàu khác; hợp đồng chế tạo được trao cho các xưởng Kriegsmarinewerft Wilhelmshaven và Deutsche Werke tại Kiel. Công việc chế tạo bị trì hoãn mất khoảng 14 tháng, một phần là do Hitler mong muốn củng cố hiệp ước với Anh Quốc trước khi bắt đầu công việc, và một phần bởi nhiều thay đổi trong thiết kế sau khi các con tàu được đặt hàng.
Vì Thỏa thuận Hải quân Anh-Đức cho phép cỡ nòng hải pháo tối đa là 40,6 cm (16 inch), không lâu sau đó, Hitler suy nghĩ lại về cỡ pháo sẽ được sử dụng trên các tàu chiến mới và ra lệnh chúng sẽ được trang bị cỡ vũ khí 38 cm (15 inch). Tuy nhiên, các tháp pháo 28,3 cm hiện đã sẵn sàng, và còn phải mất nhiều năm để phát triển tháp pháo 38 cm, trong khi Hitler mong muốn có các tàu chiến chủ lực càng sớm càng tốt để đáp ứng những ý tưởng chính trị của mình. Ông cũng được nhắc nhở rằng, mặc dù được cho phép trong Thỏa thuận, người Anh trong lịch sử tỏ ra nhạy cảm đối với việc tăng cỡ nòng pháo chính trên các tàu chiến chủ lực Đức. Vì vậy ông bằng lòng cho các con tàu được trang bị cỡ pháo 28,3 cm, với điều kiện là chúng sẽ được nâng cấp lên cỡ 38 cm vào cơ hội sớm nhất có thể. Tháp pháo 38 cm cuối cùng được sử dụng trên lớp thiết giáp hạm Bismarck.

## Thiết kế

### Đặc tính chung

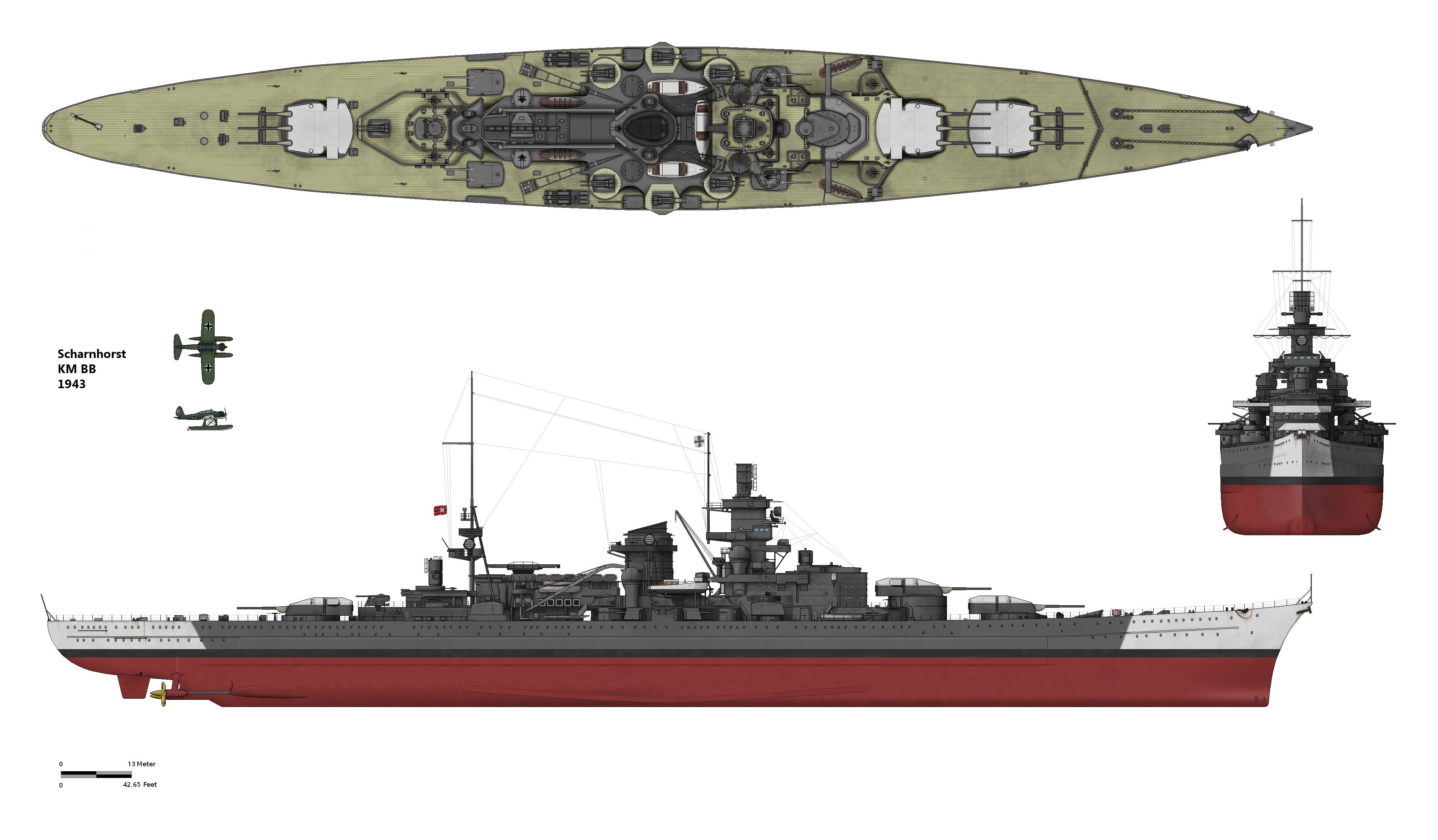
Sơ đồ Scharnhorstmô tả cấu hình của nó vào năm 1943

Scharnhorst và Gneisenau có chiều dài ở mực nước là 226 m (741 ft); riêng Scharnhorst có chiều dài chung là 234,9 m (771 ft) trong khi Gneisenau ngắn hơn đôi chút: 229,8 m (754 ft); cả hai đều có độ rộng mạn thuyền 30 m (98 ft). Chúng được thiết kế để có trọng lượng choán nước 35.540 t (34.980 tấn Anh; 39.180 tấn Mỹ), khiến cho có mớn nước là 9,1 m (30 ft). Một tải trọng tiêu chuẩn 32.100 tấn Anh (32.600 t) sẽ làm giảm mớn nước còn 8,3 m (27 ft), trong khi một trọng lượng đầy tải khi chiến đấu 38.100 tấn Anh (38.700 t) sẽ làm tăng mớn nước lên 9,9 m (32 ft). Lườn tàu được cấu tạo từ những khung thép dọc, và các tấm thép thân tàu sẽ được hàn bên ngoài chúng. Lườn tàu chứa 21 ngăn kín nước và có một đáy kép kéo dài 79% chiều dài lườn tàu.
Hải quân Đức xem các tàu chiến mới như những con tàu đi biển kém; chúng nặng phần mũi tàu khi được trang bị đầy đủ và rất ướt nước cho đến cầu tàu. Vấn đề này được giảm nhẹ một phần nhờ việc trang bị một"mũi tàu Đại Tây Dương"cho Gneisenau và Scharnhorst lần lượt vào tháng 1 và tháng 8 năm 1939, cho dù việc sử dụng tháp pháo"A"vẫn bị hạn chế khi biển động. Con tàu cũng có những vấn đề ở phần đuôi; nó thường xuyên bị"ướt"và các con tàu bẻ lái rất chậm. Chúng luôn đòi hỏi sự trợ giúp của các tàu kéo tại các vùng nước nông. Khi bánh lái được bẻ hết mức, con tàu mất trên 50% tốc độ và nghiêng trên 10°. Khi chạy thử máy, các con tàu đã nghiêng cho đến 13° khi bẻ lái gắt.
Scharnhorst và Gneisenau có một thủy thủ đoàn gồm từ 56 đến 60 sĩ quan và 1.613 đến 1.780 thủy thủ; và sẽ bổ sung thêm 10 sĩ quan và 61 người khác khi phục vụ như là soái hạm của hải đội. Chúng mang theo khoảng 14 xuồng các loại.

### Động lực
Thoạt tiên, hệ thống động cơ diesel được dự định để trang bị cho những con tàu này, như đã từng được sử dụng trên ba chiếc Panzerschiffe. Tuy nhiên, cuối cùng người ta quyết định sử dụng hệ thống động lực hơi nước siêu nhiệt. Lý do chính là vì tổng công suất động cơ cần có để đạt được tốc độ mong muốn lên đến gấp ba lần so với những chiếc Panzerschiffe. Trong trường hợp tàu ba trục chân vịt, điều này có nghĩa là hơn gấp đôi công suất mỗi trục chân vịt của Panzerschiffe; và trong trường hợp tàu bốn chân vịt, cũng yêu cầu đến hơn 40.000 mã lực mỗi trục. Đòi hỏi này vượt quá khả năng mà kỹ thuật diesel sẵn có vào thời đó, và việc phát triển loại động cơ đáp ứng được yêu cầu này phải mất một khoảng thời gian lâu không thể đoán trước được. Vì hệ thống động lực hơi nước siêu nhiệt áp lực cao đã khẳng định được một cách thành công, nó được xem là sự lựa chọn thích hợp cho hệ thống động cơ công suất lớn.
Scharnhorst được vận hành bởi ba turbine hơi nước hộp số Brown, Boveri, & Co, trong khi Gneisenau được trang bị ba turbine Germania của hãng Krupp. Chúng dẫn động các trục chân vịt ba cánh đường kính 4,8 m (16 ft). Hơi nước được cung cấp đến các turbine bởi 12 nồi hơi Wagner đốt dầu áp suất rất cao, tạo ra hơi nước có áp lực đến 58 atmôtphe chuẩn (5.900 kPa) và nhiệt độ cho đến 450 °C (842 °F). Hệ thống động lực này có tổng công suất 160.000 mã lực ở 265 vòng quay mỗi phút (rpm), và khi chạy thử máy đã đạt đến công suất 165.930 mã lực ở số vòng quay 280 rpm. Khi quay ngược, động cơ đạt được công suất 57.000 mã lực. Các con tàu được thiết kế để đạt được tốc độ 31 hải lý trên giờ (57 km/h; 36 mph), cho dù khi chạy thử máy cả hai chiếc đều vượt quá tốc độ thiết kế: Scharnhorst đạt được 31,5 hải lý trên giờ (58,3 km/h; 36,2 mph) và Gneisenau đạt 31,3 kn (58,0 km/h; 36,0 mph). Các con tàu theo thiết kế mang theo 2.800 tấn (2.800 tấn Anh; 3.100 tấn Mỹ) dầu đốt; nhưng cùng với các khu vực chứa bổ sung, bao gồm chỗ trống trong lườn tàu giữa đai giáp và vách ngăn chống ngư lôi, đã gia tăng trữ lượng nhiên liệu lên 5.080 tấn (5.000 tấn Anh; 5.600 tấn Mỹ). Với lượng nhiên liệu tối đa mang theo, các con tàu được kỳ vọng sẽ có tầm hoạt động 8.100 hải lý (15.000 km; 9.300 mi) ở tốc độ đường trường 19 kn (35 km/h; 22 mph); tuy nhiên, Scharnhorst chỉ đạt được 7.100 nmi (13.100 km; 8.200 mi) ở tốc độ 19 knot, trong khi Gneisenau đạt 6.200 nmi (11.500 km; 7.100 mi) ở tốc độ này.
Nguồn năng lượng điện được cung cấp bởi năm cụm máy phát điện, mỗi cụm bao gồm bốn máy phát diesel và tám máy phát turbine. Bốn máy phát diesel được chia thành hai cặp: bốn chiếc cung cấp công suất 150 kilowatt (kW) mỗi chiếc và hai chiếc kia là 300 kW mỗi chiếc. Tám máy phát turbine cũng có năng suất hỗn hợp: sáu chiếc cung cấp 460 kW mỗi chiếc và hai chiếc còn lại cung cấp 230 kW mỗi chiếc. Tổng công suất điện cung cấp là 4.120 kW ở hiệu thế 220 volt.

### Vũ khí

Các khẩu pháo phía trước của chiếc Scharnhorst

Lớp Scharnhorst được chế tạo với chín khẩu pháo 28,3 cm (11,1 inch) SK C/34 54,5 caliber bắn nhanh bố trí trên ba tháp pháo ba nòng, hai phía trước và một phía sau. Những khẩu pháo này là một sự cải tiến so với kiểu pháo trước đó 28,3 cm SK C/28 được trang bị cho lớp tàu tuần dương Deutschland. Trong khi kiểu pháo 28,3 cm có cỡ nòng nhỏ hơn so với dàn pháo chính của hải quân các nước khác, chúng vẫn được một số sĩ quan pháo binh trong Hải quân Đức ưa chuộng do tốc độ bắn cao. Các khẩu pháo này được cung cấp ba kiểu đạn pháo khác nhau: đạn pháo xuyên thép (AP: armor-piercing) L/4,4 nặng 330 kg (727,5 lb) và hai kiểu đạn pháo miểng (HE: high explosive) đều nặng 315 kg (694,4 lb), kiểu L/4,4 với kíp nổ ở đáy và kiểu L/4,5 với kíp nổ ở mũi. Cả ba loại đạn pháo đều sử dụng chung một loại thuốc phóng: liều thuốc phóng một phần RPC/38 42,5 kg (93,7 lb) và liều thuốc phóng đầy đủ RPC/38 76,5 kg (168,6 lb). Chúng bắn ra các đầu đạn với tốc độ bắn 3,5 phát mỗi phút. Lưu tốc đầu đạn của đầu đạn pháo AP là 890 m/s (2.920 ft/s); các khẩu pháo này được kỳ vọng sẽ bắn được 300 phát trước khi nòng pháo bị hao mòn đến mức cần xẻ rảnh lại hay thay thế. Các khẩu pháo của Scharnhorst và Gneisenau được bố trí trên ba tháp pháo Drh LC/34, được đặt tên theo thứ tự chữ cái từ mũi tàu ra sau:"Anton","Bruno"và"Cäsar". Giống như đa số các tàu chiến Đức khác, những tháp pháo này có hệ thống xoay vận hành bằng điện, nhưng các hoạt động khác là bằng hệ thống thủy lực. Cho dù khối lượng xoay của tháp pháo lên đến 750 tấn (bệ tháp pháo có đường kính trong 10,2 m), tốc độ xoay được xem là khá tốt: 7,2° mỗi phút. Kiểu tháp pháo này cho phép hạ nòng pháo đến góc −8° và nâng lên đến 40° cho tháp pháo"A"và"C", riêng tháp pháo"B"có khả năng hạ đến −9°. Ở góc nâng tối đa, các khẩu pháo này có thể bắn mục tiêu ở xa 40.930 m (44.760 yard).
Những con tàu này trang bị dàn pháo hạng hai gồm mười hai khẩu hải pháo 15 cm SK C/28 L/55 bắn nhanh, được bố trí trên bốn tháp pháo Drh L. C/34 nòng đôi và bốn bệ MPL/35 nòng đơn. Cả kiểu tháp pháo và kiểu bệ đều cho phép hạ nòng pháo cho đến góc −10°; tháp pháo nâng được tối đa cho đến 40° trong khi bệ pháo bị giới hạn ở góc 35°. Các khẩu pháo này bắn ra đầu đạn nặng 45,3 kg (99,87 lb) ở tốc độ 6-8 phát mỗi phút, và được kỳ vọng sẽ bắn được 1.100 phát trước khi nòng pháo bị hao mòn đến mức cần xẻ rảnh lại hay thay mới. Pháo trên bệ có tầm bắn tối đa 22.000 m (24.060 yard), trong khi các khẩu trong tháp pháo, nhờ có góc nâng tăng thêm 5°, có tầm bắn xa hơn đôi chút đến 23.000 m (25.153 yard). Chúng được cung cấp khoảng 1.600-1.800 đạn pháo, tức 133-150 viên đạn cho mỗi khẩu pháo.
Dàn hỏa lực phòng không bao gồm mười bốn khẩu 10,5 cm C/33 L/65, mười sáu khẩu 3,7 cm L/83, và từ mười đến hai mươi khẩu 2 cm. Pháo 10,5 cm bắn ở tốc độ 15-18 viên mỗi phút, và có trần bắn hiệu quả 12.500 m (41.010 ft). Chúng được bố trí trên sáu bệ Dopp L. C/31 nòng đôi ở giữa tàu, cho phép hạ đến −8° và nâng lên đến 80°. Khi được sử dụng chống các mục tiêu trên mặt biển, chúng có tầm bắn tối đa 17.700 m (19.357 yard) ở góc nâng 45°. Pháo 3,7 cm được bố trí trên tám bệ Dopp L. C/30 nòng đôi vận hành bằng tay. Ở góc nâng 85°, chúng có trần bắn hiệu quả 6.800 m (22.310 ft), mặc dù đầu đạn pháo sáng bị giới hạn ở trần tối đa 4.800 m (15.750 ft). Chúng có tốc độ bắn 30 phát mỗi phút.
Sau năm 1942, sáu ống phóng ngư lôi 53,3 cm bố trí trên sàn tàu được lấy từ các tàu tuần dương hạng nhẹ Leipzig và Nürnberg để trang bị cho lớp Scharnhorst, với trữ lượng chiến đấu 18 quả ngư lôi. Kiểu ngư lôi này dài 7,2 m (23 ft 7 in) và mang một đầu đạn Hexanite 300 kg (661 lb). Chúng có thể đặt ở ba tốc độ di chuyển khác nhau: 30 kn (56 km/h; 35 mph), 40 kn (74 km/h; 46 mph) và 44 kn (81 km/h; 51 mph). Ở tốc độ 30 knot, quả ngư lôi có tầm hoạt động tối đa 14.000 m (15.300 yard); ở 40 knot tầm xa giảm tương ứng còn 8.000 m (8.750 yard); và ở 44 knot tầm xa giảm hơn nữa chỉ còn 6.000 m (6.560 yard). Người ta khám phá sau đó rằng tốc độ 44 knot khiến cho động cơ trở nên quá nóng, nên tốc độ này không còn được sử dụng.
Cả Scharnhorst và Gneisenau đều được trang bị hai bộ radar Seetakt; một được gắn trên tháp điều khiển hỏa lực phía trước bên trên cầu tàu, và bộ thứ hai gắn trên tháp điều khiển dàn hỏa lực chính phía sau. Radar Seetakt hoạt động ở tần số 368 MHz, thoạt tiên có công suất 14 kW, sau này được nâng cấp lên công suất 100 kW ở bước sóng 80 cm.

### Vỏ giáp

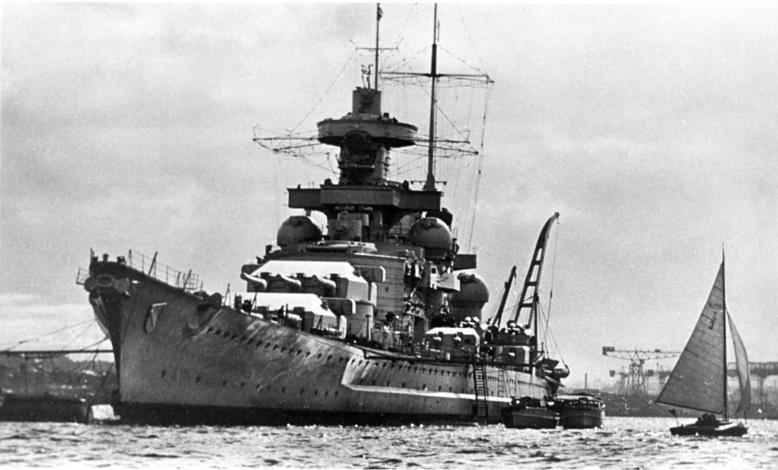
Scharnhorst trong cảng; có thể thấy rõ bề dày của đai giáp chính

Lớp Scharnhorst được trang bị vỏ giáp bằng thép giáp Krupp. Sàn tàu bọc thép phía trên dày 50 mm (2,0 in) và được hậu thuẫn bởi sàn bọc thép chính. Lớp sàn tàu này dày 20 mm (0,79 in) phía sau, tăng lên 50 mm ở phần giữa con tàu bao gồm các hầm đạn và các khoang động cơ, và giảm xuống 20 mm phía mũi. Nó được hậu thuẫn bởi lớp giáp nghiêng dày 105 mm (4,1 in) dọc theo hai phía hông. Lớp giáp nghiêng kết nối với mép dưới của đai giáp chính, một sự bố trí được gọi là"sàn tàu mai rùa". Lớp giáp nghiêng này tăng cường đáng kể sự bảo vệ của vỏ giáp tại các vùng trọng yếu của con tàu. Các bộ phận sống còn của con tàu được bọc giáp tốt chống lại mọi cỡ đạn pháo bắn từ thiết giáp hạm vào thời đó, ở khoảng cách mà quả đạn pháo phải xuyên qua cả đai giáp chính và vỏ giáp sàn nghiêng. Tuy nhiên, ở tầm rất xa, vỏ giáp sàn tàu dễ dàng bị xuyên thủng bởi đạn pháo hạng nặng. Tất cả các phần này được cấu tạo bằng thép cứng (Wotan Hart). Đai giáp chính dày 350 mm (14 in) ở phần giữa con tàu, nơi các khu vực trọng yếu của con tàu được bố trí. Phía trước tháp pháo"A", độ dày của đai giáp giảm còn 150 mm (5,9 in), vốn vuốt nhọn về phía mũi tàu. Phía sau tháp pháo sau, đai giáp dày 200 mm (7,9 in), và cuối cùng vuốt chọn về phía đuôi tàu. Phần giữa của đai giáp còn được hậu thuẫn bởi những tấm chắn dày 170 mm (6,7 in). Đai giáp được cấu tạo bởi thép giáp Krupp (KC: Krupp Cemented). Hệ thống bảo vệ bên hông không thể bắn thủng bởi đạn pháo 1.016 kg (2.240 lb) 406 mm (16 inch) từ mọi cự ly trên 11.000 m (12.000 yd).
Tháp chỉ huy phía trước có vỏ giáp hông dày 350 mm và nóc dày 200 mm. Tháp chỉ huy phía sau được bọc giáp kém hơn, mặt hông dày 100 mm (3,9 in) và nóc dày 50 mm. Tháp pháo của dàn pháo chính có mặt trước dày 360 mm (14 in), mặt hông 200 mm và nóc 150 mm. Các bệ tháp pháo giữ các tháp pháo 28 cm cũng được bọc giáp nặng; mặt hông dày 350 mm và giảm dần còn 200 mm ở trục dọc con tàu, nơi chúng được che phủ bởi tháp pháo bên trên. Mặt trước của tháp pháo 15 cm dày 140 mm (5,5 in), mặt hông dày 60 mm (2,4 in) và 50 mm trên nóc. Các khẩu pháo 10,5 cm cũng được trang bị tấm chắn dày 20 mm (0,79 in). Tất cả vỏ giáp trên đều làm từ thép giáp Krupp.
Hệ thống bảo vệ dưới nước được thiết kế để chịu đựng cú đánh trúng trực tiếp của một đầu đạn nặng cho đến 250 kg (550 lb); ngư lôi phóng từ máy bay của Anh có đầu đạn nhỏ hơn mức này, cho dù những vũ khí phóng từ hạm tàu nổi mạnh mẽ hơn. Hải quân Đức đã tiến hành nhiều thử nghiệm nổ dưới nước toàn diện với những phần của vỏ giáp được cắt ra từ chiếc thiết giáp hạm tiền-dreadnought cũ SMS Preußen. Những thử nghiệm đã cho thấy rằng cấu trúc thép hàn chịu đựng tốt hơn sức nổ của đầu đạn 250 kg so với thép tấm được kết nối bằng đinh tán rivet. Tuy nhiên, vách ngăn chống ngư lôi cấu tạo từ thép mềm (Wotan Weich) đặt phía sau đai giáp được kết cấu bằng đinh tán; đó là do chỗ nối các tấm thép nếu hàn không đúng sẽ không đủ sức chịu đựng chấn động của vụ nổ. Hệ thống bảo vệ dưới nước được cấu tạo từ nhiều lớp: lớp ngoài dày từ 12 đến 66 mm (0,47-2,6 inch), đặt ngay bên dưới đai giáp chính, được thiết kế để kích nổ đầu đạn ngư lôi. Phía sau lớp ngoài là một khoảng trống lớn cho phép hơi của vụ nổ được bành trướng và phân tán. Phía sau nó là một thùng chứa nhiên liệu với lớp vỏ ngoài dày 8 mm (0,31 in); nó sẽ hấp thu mọi lực nổ còn lại. Thùng chứa nhiên liệu được nâng đỡ bởi các thanh đỡ dọc và các vách ngăng ngang.
Tuy nhiên, sự bảo vệ hông dưới mực nước có nhiều khiếm khuyết. Nó rất chắc chắn ở phần giữa tàu, nhưng lại yếu ở cả hai đầu của"thành trì"; việc bảo vệ dưới nước chỉ có thể ngăn chặn một đầu đạn 200 kg (440 lb) tại những khu vực này. Một điểm yếu đáng kể khác trong thiết kế là sự sắp xếp các vách ngăn chống ngư lôi; nó nối liền với phần dưới của sàn tàu nghiêng ở một góc 10°; hai thanh tán ri-vêt chéo góc sẽ cố định nó tại chỗ. Những thanh này thường xuyên phải chịu đựng một áp lực đáng kể do những lực bẻ cong thông thường của lườn tàu. Khi kết hợp với lực nổ của một đầu đạn ngư lôi, những thanh này không thể chịu đựng được áp lực gia tăng và bị hỏng. Cũng như với độ rộng mạn thuyền chỉ có 30 m, hệ thống bảo vệ sẽ yếu hơn quanh các tháp pháo chính, vì một phần đáng kể khoảng trống trong lườn tàu đã bị chiếm chỗ bởi hầm đạn và bệ tháp pháo.

## Lịch sử hoạt động

### Chế tạo – Các hoạt động ban đầu

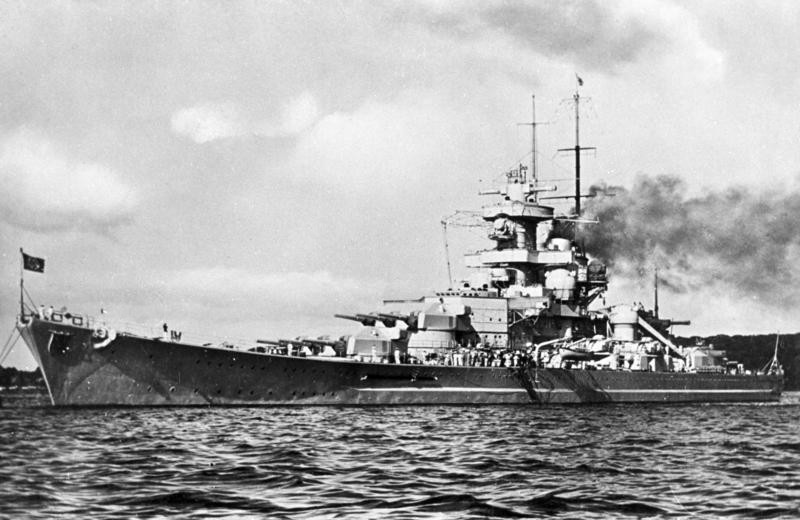
Gneisenau trong cảng

Gneisenau được đặt lườn vào ngày 3 tháng 5 năm 1935 tại xưởng Deutsche Werke ở Kiel. Nó được hạ thủy vào ngày 8 tháng 12 năm 1936 và hoàn tất vào ngày 21 tháng 5 năm 1938. Trong khi hạ thủy, con tàu đã phải chịu hư hại nhẹ ở phần đuôi tàu; dây xích hãm tốc độ hạ thủy bị đứt nên con tàu trôi quá xa và bị mắc cạn trên bờ sông đối diện. Sau khi đưa vào hoạt động, Gneisenau trải qua năm đầu tiên tiến hành các chuyến đi chạy thử máy và huấn luyện tại biển Baltic. Các chuyến đi đã bộc lộ ra việc bị ướt nước nặng trước mũi và cầu tàu, nên vào tháng 1 năm 1939 nó được trang bị một"mũi tàu Đại Tây Dương". Scharnhorst được đặt lườn tại xưởng Kriegsmarinewerft ở Wilhelmshaven, vào ngày 16 tháng 5 năm 1935. Nó được hạ thủy vào ngày 30 tháng 6 năm 1936 và hoàn tất vào ngày 7 tháng 1 năm 1939. Vào giữa năm 1939, con tàu tiến hành chạy thử máy tại biển Baltic; và cũng giống như Gneisenau, phần nổi thấp của con tàu đã buộc phải trang bị bổ sung"mũi tàu Đại Tây Dương", vốn hoàn tất vào tháng 8 năm 1939. Trong đợt tái trang bị, nó được bổ sung một hầm chứa máy bay lớn giữa tàu. Chiếc tàu chiến mới rời xưởng tàu vào tháng 10.
Vào ngày 21 tháng 11, Scharnhorst, Gneisenau, các tàu tuần dương hạng nhẹ Köln và Leipzig cùng nhiều tàu khu trục tiến hành một cuộc càn quét giữa Iceland và quần đảo Faroe; trong đó các tàu chiến Đức đã đụng độ với tàu buôn tuần dương vũ trang Anh HMS Rawalpindi. Scharnhorst đã đánh chìm tàu đối phương, nhưng cũng trúng phải một phát đạn pháo 152 mm của Rawalpindi. Scharnhorst dừng lại để vớt những người sống sót, nhưng sự xuất hiện của tàu tuần dương HMS Newcastle đã buộc các tàu chiến Đức phải rút lui.

### Chiến dịch Weserübung

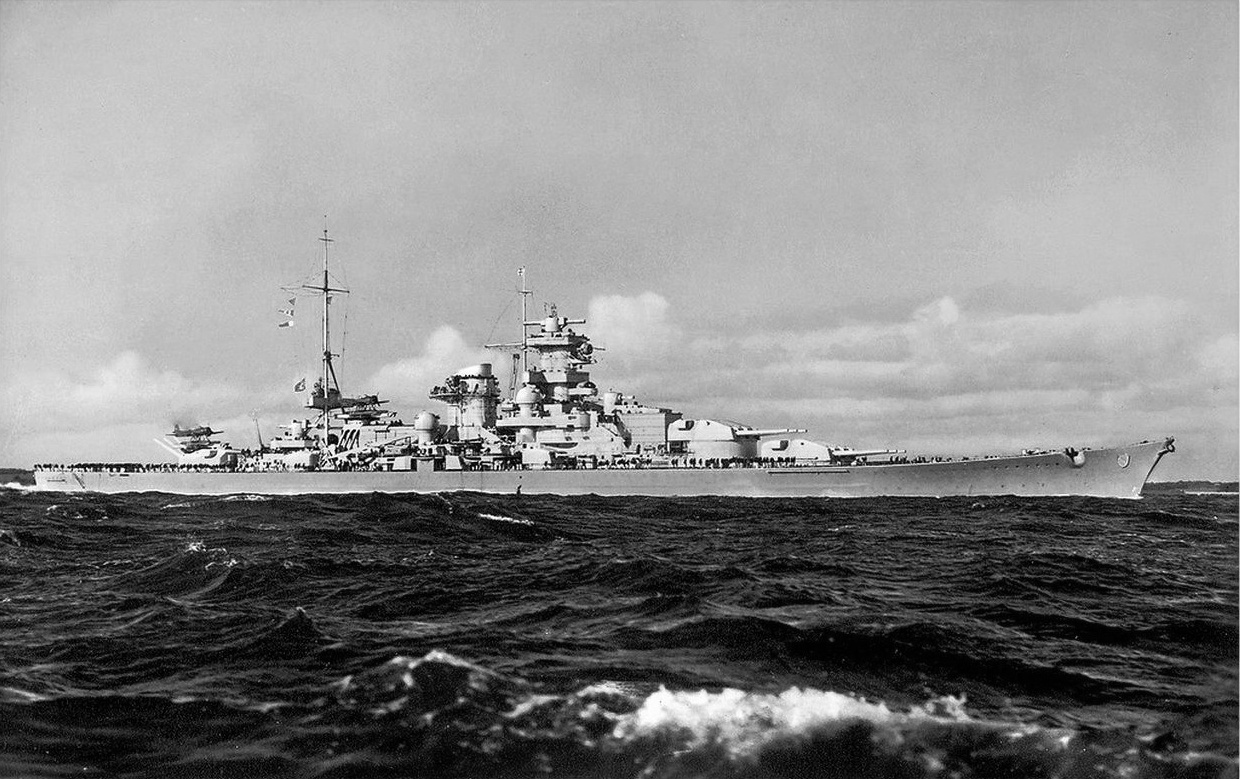
Scharnhorst sau khi được bổ sung"mũi tàu Đại Tây Dương"

Vào ngày 7 tháng 4 năm 1940, Scharnhorst và Gneisenau đã hình thành nên lực lượng hỗ trợ chủ yếu cho cuộc chiếm đóng Narvik và Trondheim tại Na Uy trong quá trình Chiến dịch Weserübung. Lúc 04 giờ 30 phút ngày 9 tháng 4, radar Seetakt trên chiếc Gneisenau dò được một đối tượng, và cả hai chiếc được lệnh bước vào vị trí tác chiến. Nữa giờ sau, mục tiêu được xác định là chiếc tàu chiến-tuần dương cũ HMS Renown, vốn nằm trong thành phần hỗ trợ cho một hoạt động rải mìn của Anh Quốc. Chiếc tàu chiến-tuần dương Anh thoạt tiên nhắm vào Gneisenau ở khoảng cách 11.800 m (12.900 yd). Trong vòng năm phút, Gneisenau bắn trúng Renown hai phát, nhưng cũng bị đáp trả hai phát, một phát làm hư hại tháp pháo phía sau của Gneisenau, trong khi phát kia làm hư hại bộ radar Seetakt của nó. Radar điều khiển hỏa lực của Scharnhorst gặp trục trặc kỹ thuật, ngăn trở nó có thể đối đầu hiệu quả với Renown. Chiếc tàu chiến Anh đụng độ với Scharnhorst một lúc ngắn bắt đầu từ 05 giờ 18 phút, cho dù các cú cơ động hiệu quả đã giúp Scharnhorst né tránh không bị bắn trúng. E ngại các tàu khu trục tháp tùng theo Renown có thể mở cuộc tấn công bằng ngư lôi, chỉ huy Đức ra lệnh rút lui khỏi trận chiến. Đến 07 giờ 15 phút, các tàu chiến Đức đã thoát khỏi chiếc Renown vốn có tốc độ chậm hơn. Trên đường rút lui, Scharnhorst chịu đựng hư hại ở tháp pháo"A"do nước biển tràn mạnh qua mũi tàu. Scharnhorst và Gneisenau gặp gỡ tàu tuần dương hạng nặng Admiral Hipper trước khi tiếp tục đi đến Wilhelmshaven.
Scharnhorst và Gneisenau, cùng với Admiral Hipper và bốn tàu khu trục, lại lên đường vào ngày 4 tháng 6. Sau các hoạt động tại Bắc Hải mang lại kết quả đánh chìm nhiều tàu vận tải Anh, Admiral Hipper và các tàu khu trục được cho tách ra để tiếp nhiện liệu tại Na Uy bị chiếm đóng. Lúc 16 giờ 45 phút ngày 8 tháng 6, Scharnhorst và Gneisenau phát hiện tàu sân bay Anh HMS Glorious, được các tàu khu trục HMS Acasta và HMS Ardent hộ tống, ở khoảng cách 50.000 m (55.000 yd). Các tàu khu trục thả một màn khói trong một nỗ lực nhằm che khuất chiếc tàu sân bay, nhưng các tàu chiến Đức nhanh chóng thu ngắn khoảng cách. Lúc 17 giờ 26 phút, khoảng cách giữa hai bên đã được thu ngắn còn một nửa, khoảng 25.000 mét (27.000 yd), và cả hai chiếc tàu Đức nổ súng. Scharnhorst bắn trúng Glorious ở một cự ly khoảng 24.200 m (26.500 yd), một trong những phát bắn trúng xa nhất được ghi nhận trong suốt lịch sử hải chiến. Glorious bị bắn trúng ít nhất ba phát đạn pháo, biến thành một xác tàu cháy bừng; đến 19 giờ 00 nó lật úp và chìm. Scharnhorst chuyển hỏa lực sang chiếc Ardent trong khi Gneisenau nhắm vào Acasta; cả hai đều tiêu diệt được mục tiêu của mình. Trước khi chìm, Acasta phóng bốn quả ngư lôi nhắm vào Scharnhorst; con tàu Đức né tránh được ba nhưng quả thứ tư đánh trúng mạn phải gần tháp pháo phía sau. Trong suốt trận đánh, Scharnhorst đã bắn tổng cộng 212 quả đạn pháo chính.
Quả ngư lôi đánh trúng đã gây hư hại đáng kể cho Scharnhorst: nhiều ngăn kín nước, bao gồm một phần phòng động cơ bên mạn phải bị ngập nước, nó bị nghiêng 3°, và bị chìm xuống 3 m (9,8 ft) ở phần đuôi. Hai con tàu Đức rút lui về Trondheim, cho dù Scharnhorst bị giới hạn ở tốc độ 20 hải lý trên giờ (37 km/h; 23 mph), chúng đến nơi vào trưa ngày 9 tháng 6. Vào ngày 11 tháng 6, 12 máy bay ném bom Lockheed Hudson của Không quân Hoàng gia Anh tìm cách ném bom Scharnhorst; tất cả đều trượt khỏi mục tiêu. Một cuộckhông kích khác, lần này là bởi 15 chiếc Blackburn Skua xuất phát từ tàu sân bay HMS Ark Royal của Hải quân Hoàng gia Anh, tiếp nối vào ngày 13 tháng 6. Máy bay Không quân Đức (Luftwaffe) đã đánh chặn và bắn rơi tám máy bay tấn công; nhưng số còn lại đã vượt qua được hàng rào phòng thủ, một quả bom đã ném trúng đích, nhưng nó không phát nổ. Đến ngày 20 tháng 6, công việc sửa chữa tạm thời đã đủ cho phép con tàu lên đường quay trở về Kiel. Hai đợt không kích khác đuổi theo, nhưng hỏa lực phòng không của Scharnhorst và các tàu hộ tống đã ngăn chặn được chúng. Các báo cáo về sự hiện diện của tàu chiến Anh trong khu vực đã buộc nó phải ẩn náu tại Stavanger trong hai ngày trước khi tiếp tục hành trình đến Kiel. Công việc sửa chữa được tiến hành trong sáu tháng tiếp theo.

### Chiến dịch Berlin
Dưới sự chỉ huy của Đô đốc Günther Lütjens, Scharnhorst và Gneisenau xâm nhập ra Đại Tây Dương vào tháng 1 năm 1941 để đánh phá các đoàn tàu vận tải đi lại giữa Bắc Mỹ và Anh Quốc. Vào ngày 8 tháng 2, chúng phát hiện Đoàn tàu vận tải HX 106, nhưng nó được hộ tống bởi thiết giáp hạm HMS Ramillies, trang bị tám pháo 38 cm (15 inch); vì vậy các tàu chiến Đức từ bỏ cuộc tấn công. Một đoàn tàu vận tải thứ hai được tìm thấy vào ngày 22 tháng 2; Scharnhorst đánh chìm tàu chở dầu Lustrous, trong khi Gneisenau tiêu diệt bốn tàu chở hàng. Đến ngày 8 tháng 3, Scharnhorst trông thấy một đoàn tàu vận tải khác, nhưng nó lại được thiết giáp hạm bảo vệ, lần này là bởi HMS Malaya. Một tuần lễ sau, 15 tháng 3, một đoàn tàu vận tải khác bị đánh chặn; Scharnhorst đánh chìm hai chiếc trong khi Gneisenau chiếm giữ ba và đánh chìm một. Sau trận đánh, Scharnhorst và Gneisenau hướng đến Brest trong vùng đất Pháp bị chiếm đóng; chúng đến nơi vào ngày 22 tháng 3.
Ngày 6 tháng 4, bốn máy bay ném ngư lôi Bristol Beaufort đã tấn công Gneisenau trong cảng; chỉ có một chiếc máy bay thành công, nhưng phát đánh trúng duy nhất này đã gây hư hại đáng kể cho con tàu. Gneisenau bị ngập khoảng 3.050 tấn (3.000 tấn Anh; 3.360 tấn Mỹ) nước, làm nó nghiêng 2° và chìm sâu hơn trong nước. Áp lực mạnh của vụ nổ cũng gây ra nhiều hư hỏng cấu trúc bên trong; các thùng nhiên liệu bị vỡ và hệ thống điện bị hư hại. Một tàu kéo cứu hộ được cho cặp bên mạn để trợ giúp vào việc kiểm soát ngập nước. Gneisenau được đưa vào ụ tàu để sửa chữa, và công việc bị kéo dài do có thêm các cuộc không kích khác của Anh. Trong đêm 9-10 tháng 4, máy bay ném bom tầm cao Anh đã tấn công Gneisenau lẫn Scharnhorst; chiếc sau thoát được mà không bị hư hại, nhưng chiếc thứ nhất bị đánh trúng bốn lần khiến 72 người thiệt mạng và thêm 90 người khác bị thương.
Trong khi ở trong ụ tàu tại La Pallice vào ngày 24 tháng 7, Scharnhorst bị nhiều phi đội máy bay ném bom Handley Page Halifax tấn công; năm quả bom đã trúng đích, bao gồm hai quả bom miểng 227 kg (500 lb) và hai quả bom bán xuyên thép 454 kg (1.001 lb). Hai quả bom 454 kg đã xuyên thủng được cả hai sàn tàu bọc thép xuống đến tận đáy tàu kép, tuy nhiên chúng đã không phát nổ. Quả thứ ba cũng bị tịt ngòi. Một quả bom 227 kg xuyên qua sàn phía trên ngay phía trước tháp pháo phía sau, và đã phát nổ trên sàn bọ thép chính. Quả bom cuối cùng rơi bên mạn phải và cũng phát nổ trên sàn bọc thép chính. Con tàu bị nghiêng 8° sau khi bị tràn từ 1.520 tấn Anh (1.700 tấn Mỹ) đến 3.050 tấn Anh (3.420 tấn Mỹ) nước, với thương vong gồm hai người chết và 15 người khác bị thương. Ngày hôm sau Scharnhorst đi đến Brest để sửa chữa, vốn kéo dài đến bốn tháng.

### Chiến dịch Cerberus

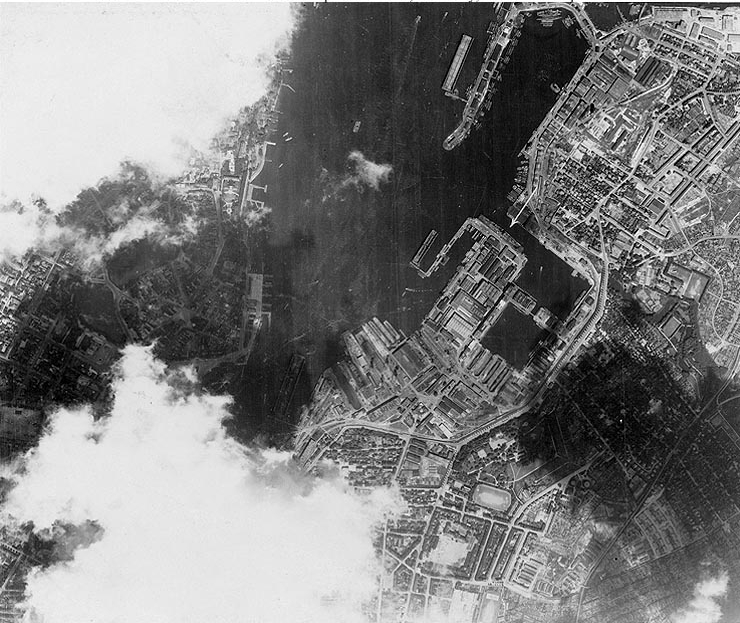
Ảnh chụp Scharnhorst tại Kiel bởi không ảnh trinh sát, sau chuyến vượt qua"eo biển Anh Quốc"

Vào đầu năm 1942, thủy thủ của Scharnhorst, Gneisenau và tàu tuần dương hạng nặng Prinz Eugen tiến hành những chuẩn bị cho Chiến dịch Cerberus, một chuyến đi vượt qua eo biển Anh Quốc ngay giữa ban ngày. Những con tàu này được lệnh tái bố trí đến Na Uy nhằm ngăn chặn các đoàn tàu vận tải đi ngang Bắc Hải và Bắc cực tiếp tế cho Liên Xô, cũng như để phòng thủ vùng đất chiếm đóng Na Uy. Các con tàu rời Brest vào cuối ngày 11 tháng 2, và đã không bị phát hiện trong hầu hết cuộc hành trình. Về phía Đông Dover, một tốp sáu máy bay ném bom-ngư lôi Fairey Swordfish đã tấn công các con tàu mà không mang lại kết quả. Lúc 15 giờ 31 phút, Scharnhorst trúng phải một quả thủy lôi từ tính, gây hư hại cho các cầu chì ngắt điện của con tàu đến mức bị mất điện toàn bộ. Con tàu bị bất động một lúc ngắn từ 15 giờ 49 phút đến 16 giờ 01 phút, sau đó cả ba turbine được tái hoạt động và con tàu lấy lại được tốc độ 27 kn (50 km/h; 31 mph). Một loạt các cuộc không kích khác đã tiếp nối, nhưng nhờ vào sự cơ động lẩn tránh, hoả lực phòng không và sự giúp đỡ của máy bay Không quân Đức, tất cả đều bị đẩy lui. Đến trưa ngày 13 tháng 2, Scharnhorst về đến Wilhelmshaven, và sau hai ngày nó được chuyển đến Kiel để sửa chữa, vốn kéo dài cho đến tháng 7 năm 1942.
Gneisenau và Prinz Eugen tiếp tục hành trình đến Na Uy trong khi Scharnhorst ngừng hoạt động. Lúc 14 giờ 45 phút, các con tàu bị năm máy bay tiêm kích-ném bom Whirlwind tấn công nhưng bị các máy bay Đức đẩy lui. Thêm nhiều đợt không kích khác được tiếp nối trong vòng hai giờ tiếp theo mà không mang lại kết quả nào cho phía Anh. Đến 16 giờ 17 phút, năm tàu khu trục Anh tìm cách phóng ngư lôi vào các tàu chiến Đức, nhưng hỏa lực hạng nặng của Gneisenau và Prinz Eugen đã tiêu diệt một chiếc và buộc các chiếc khác phải tháo lui. Khi gần đến Terschelling, Gneisenau trúng phải một quả thủy lôi gây hư hại nhẹ cho lườn tàu, sức ép của vụ nổ gây hư hại cho một trong các turbine. Thuyền trưởng đã ra lệnh dừng con tàu để thực hiện sửa chữa tạm thời, vốn kéo dài khoảng 30 phút. Đến 03 giờ 50 phút ngày 13 tháng 2, con tàu đi đến Helgoland.

### Bố tríScharnhorstđến Na Uy
Vào tháng 1 năm 1943, người ta quyết định bố trí Scharnhorst cùng với Prinz Eugen và nhiều tàu khu trục đến Na Uy. Những dự định khởi hành vào các ngày 7 và 23 tháng 1 bị hủy bỏ sau khi hải quân nhận được báo cáo về các hoạt động tích cực của Không quân Hoàng gia từ các sân bay Anh Quốc. Một lần cố gắng thứ ba vào ngày 10 tháng 2 bị hủy bỏ khi Scharnhorst bị mắc cạn đang khi cố gắng tránh va chạm với một tàu ngầm U-boat; công việc sửa chữa kéo dài cho đến ngày 26 tháng 2. Vào ngày 8 tháng 3, Scharnhorst cùng bốn tàu khu trục rời Gdynia; nó đi đến ngoài khơi Narvik vào ngày 14 tháng 3. Trong sáu tháng tiếp theo sau, tình trạng thiếu hụt nhiên liệu đã ngăn trở mọi hoạt động lớn của Scharnhorst cũng như bất kỳ tàu chiến nào khác tại Na Uy, kể cả chiếc thiết giáp hạm lớp Bismarck Tirpitz và tàu tuần dương hạng nặng Lützow.

#### Trận chiến mũi North
Vào ngày 20 tháng 12 năm 1943, Scharnhorst được lệnh đánh chặn đoàn tàu vận tải đi đến Liên Xô tiếp theo, đoàn JW 55B. Nó chỉ hoạt động phối hợp với năm tàu khu trục; Tirpitz bị hư hại trong một cuộc không kích của Anh vào tháng 9, và Lützow đang được gửi đi sửa chữa định kỳ. Ngày 25 tháng 12, vị trí của đoàn tàu vận tải được xác định, vào 19 giờ 00 con tàu rời cảng dưới quyền chỉ huy của Chuẩn Đô đốc Erich Bey. Tuy nhiên, hạm đội Anh có được một ưu thế đáng kể: họ có khả năng giải được các bộ mật mã của Hải quân Đức, nên họ biết rõ ý định của Bey. Các tàu tuần dương HMS Sheffield, HMS Belfast và HMS Norfolk được bố trí để ngăn chặn Scharnhorst. Đô đốc Bruce Fraser bên trên thiết giáp hạm HMS Duke of York ở cách đó khoảng 270 hải lý, đang tiến đến để chặn đường rút lui của Scharnhorst sau khi nó đối đầu với ba tàu tuần dương Anh. Ngày 26 tháng 12, Belfast bắt được tín hiệu của Scharnhorst trên màn hình radar lúc 08 giờ 40 phút; và 40 phút sau trinh sát viên trên Sheffield trông thấy con tàu ở khoảng cách 11.000 m (12.000 yd). Không lâu sau đó, Belfast bắn đạn pháo sá́ng để chiếu rõ mục tiêu, và Norfolk khai hỏa các khẩu pháo 20,3 cm (8 inch) của nó; trong vòng 20 phút nó đã bắn trúng Scharnhorst hai phát, phát trúng thứ hai đã phá hủy bộ radar Seetakt phía trước của Scharnhorst.

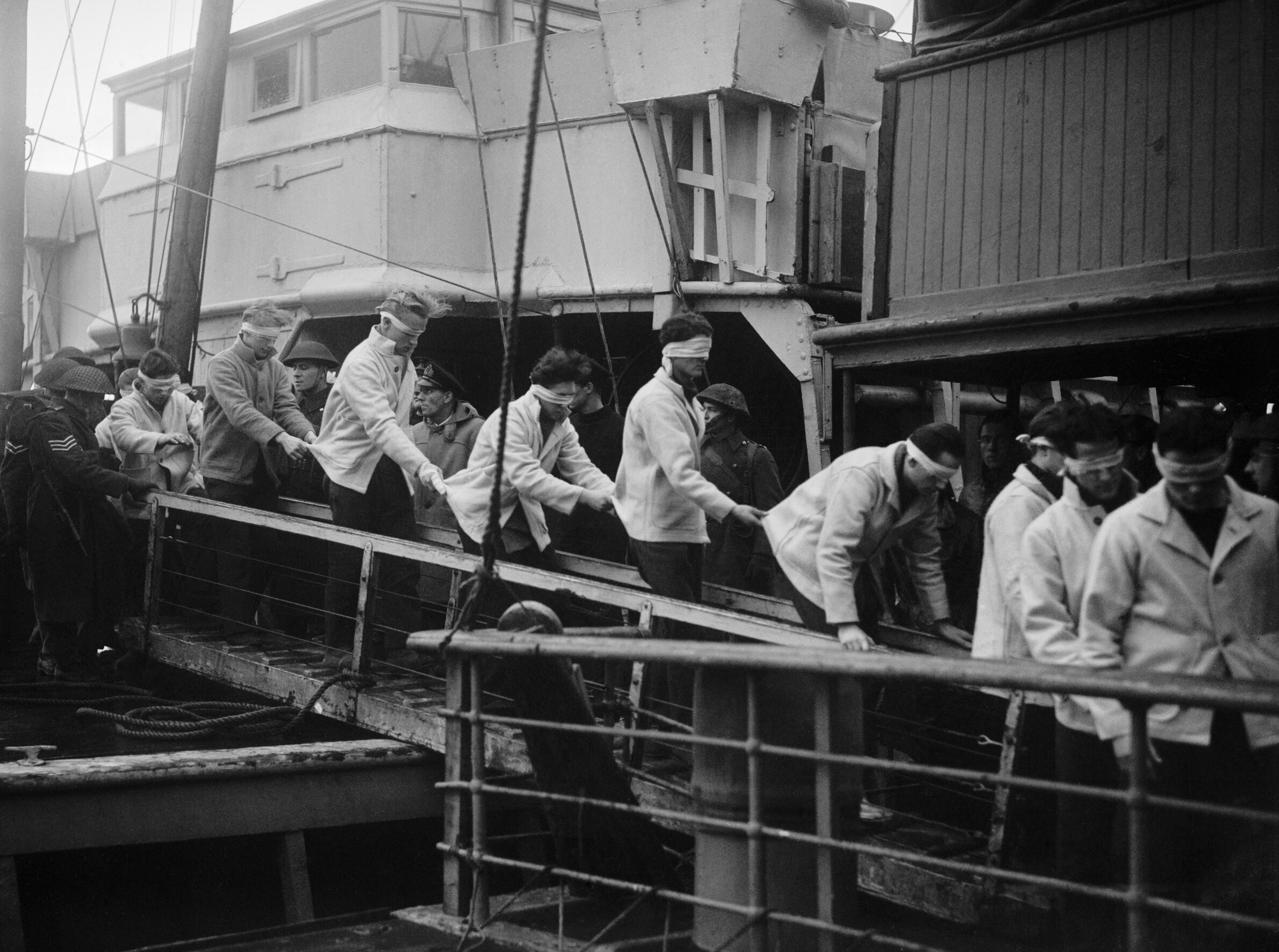
Những người sống sót của Scharnhorst đang lên bờ tại Scapa Flow

Đến 10 giờ 00, Scharnhorst, sử dụng lợi thế nhanh hơn về tốc độ 4–6 knot, bứt ra khỏi cuộc chiến để tiếp tục truy tìm đoàn tàu vận tải. Đến 12 giờ 00, Belfast lại phát hiện được Scharnhorst, và sau 20 phút lại tiếp tục trong tầm bắn pháo. Lần này, Scharnhorst may mắn hơn trong các loạt đạn pháo; đến 12 giờ 23 phút, Norfolk bị bắn trúng hai phát đạn pháo 28,3 cm. Một phát vô hiệu hóa một tháp pháo, và phát kia làm thủng lườn tàu một lỗ lớn và làm hỏng radar. Các phát đạn bắn suýt trúng đã tung cơn mưa mảnh đạn lên chiếc Sheffield. Đến 12 giờ 41 phút, một lần nữa Scharnhorst tăng tốc và bứt ra khỏi cuộc chiến; nhưng các tàu chiến Anh vẫn tiếp tục dõi theo và báo cáo vị trí của nó cho Đô đốc Fraser trên chiếc Duke of York. Lúc 13 giờ 15 phút, Đô đốc Bey quyết định hủy bỏ cuộc truy tìm và quay trở về cảng. Ngay trước 17 giờ 00, các tàu chiến Anh lại tiếp cận nó; Belfast một lần nữa lại chiếu rọi mục tiêu bằng đạn pháo sáng, trong khi Duke of York khai hỏa với dàn pháo chính của nó. Một phát bắn trúng từ chiếc Duke of York đã vô hiệu hóa tháp pháo"A", rồi đến 18 giờ 00, một phát bắn trúng khác đã xuyên thủng phần trên của đai giáp, gây hư hại đáng kể cho phòng động cơ. Phát bắn trúng đã tạm thời làm giảm tốc độ của nó xuống còn 8 kn (15 km/h; 9,2 mph), cho dù việc sửa chữa nhanh cho phép nó lại có thể di chuyển ở tốc độ 22 kn (41 km/h; 25 mph).
Để đáp trả, đạn pháo 28 cm từ chiếc Scharnhorst đã bắn trúng cột ăn-ten của Duke of York, vô hiệu hóa bộ radar dò tìm mặt biển. Việc không có radar buộc Duke of York phải ngừng bắn lúc 18 giờ 24 phút, sau khi đã bắn trúng Scharnhorst ít nhất 13 lần. Những phát bắn trúng từ chiếc Duke of York đã loại khỏi vòng chiến hầu hết dàn vũ khí của Scharnhorst. Đô đốc Fraser ra lệnh cho các tàu khu trục của ông tiếp cận để phóng ngư lôi vào nó. Scharnhorst trúng ít nhất bốn quả ngư lôi phóng từ các chiếc HMS Scorpion và HNoMS Stord. Các cú đánh trúng đã gây ngập nước lan rộng và làm giảm tốc độ con tàu xuống còn 12 kn (22 km/h; 14 mph). Duke of York sau đó tiến đến gần ở cự ly 9.100 m (10.000 yd) để nả pháo xuống con tàu. Vào lúc đó, chỉ còn tháp pháo"C"của Scharnhorst còn hoạt động; các pháo thủ còn sống sót chuyển đạn từ các tháp pháo bị vô hiệu"A"và"B"sang tháp pháo"C". Do bị tràn thêm nhiều nước, tốc độ của Scharnhorst tiếp tục giảm còn 5 kn (9,3 km/h; 5,8 mph). Đến 19 giờ 25 phút, tàu tuần dương hạng nhẹ HMS Jamaica phóng ba ngư lôi, rồi được tiếp nối với sáu quả từ chiếc Belfast. Nhiều tàu khu trục cũng tiếp cận và phóng ngư lôi, mặc dù trong màn khói và sương mù, không thể biết rõ có bao nhiêu quả đã trúng đích và tiếp tục hủy hoại con tàu. Scharnhorst bị nghiêng nặng, và đến 19 giờ 45 phút, con tàu lật sang mạn phải và chìm trong khi chân vịt của nó còn tiếp tục quay. Nó chìm ở tọa độ 72°16′0″B 28°41′0″Đ / 72,26667°B 28,68333°Đ. Trong tổng số 1.968 sĩ quan và thủy thủ, chỉ có 36 người sống sót. Chuẩn Đô đốc Erich Bey mất cùng với con tàu của mình.

### Tái cấu trúcGneisenau

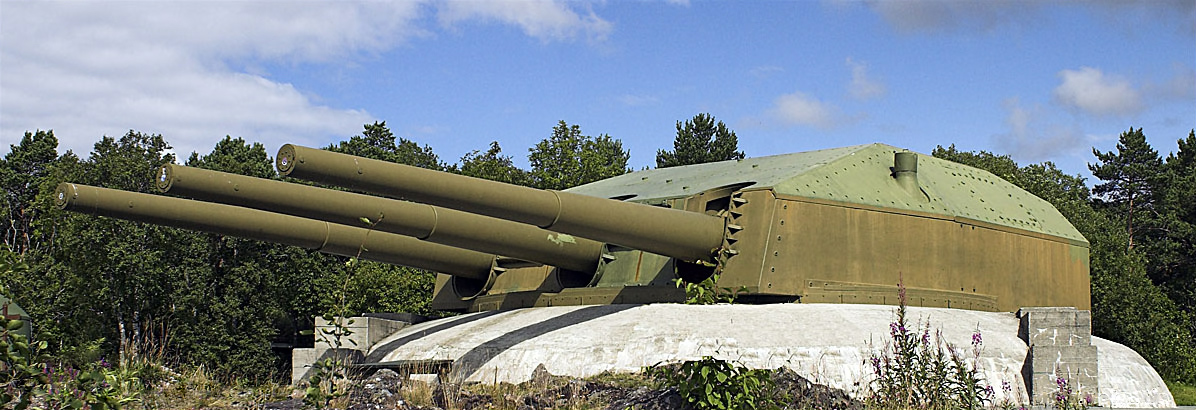
Tháp pháo"C"của Gneisenau tại Na Uy

Gneisenau cũng được dự định để bố trí đến Na Uy, nhưng nó đã bị hư hại nặng trong một cuộc không kích vào đêm 26–27 tháng 2 năm 1942. Một quả bom 454 kg đã xuyên thủng sàn tàu bọc thép ngay phía trước tháp pháo phía trước, các mảnh đạn đã kích nổ hầm đạn, gây hư hại nặng nề mũi con tàu và làm nổ tung tháp pháo"A"; 112 người chết và thêm 21 người khác bị thương. Người ta ước lượng phải mất đến hai năm mới có thể đưa nó trở lại hoạt động. Vì đây là một khoảng thời gian dài, sẽ hiệu quả hơn nếu như trong thời gian sửa chữa, con tàu sẽ được tái cấu trúc để mang sáu khẩu pháo 38 cm (15 inch) thay cho kiểu vũ khí 28,3 cm. Để đạt được điều này, lườn tàu cần phải được kéo dài thêm 10 m (33 ft) để cung cấp thêm độ nổi cần thiết, và hệ thống điện cũng cần được đại tu. Các tháp pháo"B"và"C"được tháo dỡ và chuyển đến Na Uy để phục vụ như là pháo phòng thủ duyên hải.
Vào ngày 4 tháng 4, cùng với tàu phá băng Castor và thiết giáp hạm tiền-dreadnought cũ SMS Schlesien, Gneisenau rời Kiel đi đến Gdynia. Tại đây công việc cải biến được bắt đầu: mũi tàu hư hại được tháo bỏ, tháp pháo"B"và"C"được tháo dỡ và tháo rời để chuyển đi. Krupp sẽ chế tạo các tháp pháo 38 cm mới, vốn đòi hỏi phải gia cường cấu trúc bệ tháp pháo để chịu đựng sức nặng của chúng. Vào đầu năm 1943, việc sửa chữa đã hầu như hoàn tất và con tàu đã sẵn sàng để tiếp nhận mũi tàu được cải tiến và các tháp pháo 38 cm, nhưng điều này đã không được thực hiện. Sự thất bại của các đơn vị hạm tàu nổi trong việc ngăn chặn và tiêu diệt một đoàn tàu vận tải tại Bắc Cực vào ngày 31 tháng 12 năm 1942 đã khiến Hitler ra lệnh tháo dỡ mọi tàu chiến chủ yếu. Công việc trên chiếc Gneisenau bị dừng lại, các vật liệu dành cho việc sửa chữa nó được chuyển cho các dự án khác.
Con tàu được tháo dỡ mọi vũ khí và bị bỏ xó tại cảng. Các khẩu pháo 15 cm của nó được đặt làm pháo phòng duyên tại Đan Mạch. Khi quân đội Xô-Viết tiến đến gần vào năm 1945, con tàu được kéo ra phía ngoài cảng và bị đánh chìm như một tàu ụ cản vào ngày 23 tháng 3 năm 1945. Sau chiến tranh, một hãng trục vớt Ba Lan đã cho nổi lại xác tàu vào ngày 12 tháng 9 năm 1951 rồi sau đó cho tháo dỡ lấy sắt vụn. Tháp pháo"C"tiếp tục ở lại Trondheim, Na Uy; chính phủ Na Uy đã không thành công trong dự định hoàn trả tháp pháo về Đức để trưng bày trong một bảo tàng. Các khẩu pháo 15 cm tại Đan Mạch được chuyển cho quân đội nước này; hai tháp pháo được chuyển đến pháo đài Stevnsfort vào năm 1952. Các khẩu pháo được đưa về lực lượng dự bị vào năm 1984, mặc dù chúng được tiếp tục bắn trong các đợt huấn luyện hàng năm. Chúng bắn những phát đạn pháo sau cùng vào năm 2000, trước khi pháo đài được chuyển thành một bảo tàng.